# Condado de Mejorada
El condado de Mejorada es un título nobiliario español creado por el rey Felipe V de España en fecha desconocida de 1702, con Real Despacho del 9 de julio de 1714, a favor de Jerónimo Ortiz de Sandoval y Zúñiga.

## Historia de los condes de Mejorada
- I. Jerónimo Ortiz de Sandoval y Zúñiga, hijo de Pedro Ortiz de Sandoval y de Bernardina Ortiz de Zúñiga.[1] Contrajo matrimonio con Sancha Prado Maldonado de Córdoba.[2][3] Le sucedió su hija.

- II. Inés Ortiz de Sandoval y Zúñiga, contrajo matrimonio con  Luis José de Sandoval y Gersi, hijo de Gerónimo Ortiz de Sandoval y Domonte y de María Gersi y Villán.[3] Le sucedió su hijo.

- III. Jerónimo Ortiz de Sandoval y Ortiz de Sandoval (1704-1780),[4] casado con María Ignacia Chacón Torres de Navarra, marquesa de la Peñuela.[3] Le sucedió su hijo.

- IV. Luis Ortiz de Sandoval y Chacón, contrajo matrimonio con María Antonia de Villavicencio Santillana y Marmolejo.[3] Le sucedió su hijo.

- V. Jerónimo Ortiz de Sandoval y Villavicencio.[3]

- VI. Luis Ortiz de Sandoval y Arias de Saavedra.[3]

- VII. Ignacio Ortiz de Sandoval y Arias de Saavedra,  Contrajo matrimonio con María del Rosario Montalvo González. Le sucedió su hija.[5]

- VIII. Inés Ortiz de Sandoval y Montalvo, sucedió en el condado por Real Carta de 23 de mayo de 1856.[4][5]

- IX. Manuel de Medina y Garvey (31 de marzo de 1861-6 de marzo de 1915 ), IV marqués de Esquivel. Se casó el 8 de diciembre de 1893 con Pilar de Carvajal y Hurtado de Mendoza.[6]

- X. Vicente de Medina y Carvajal,[7] casado con Estrella Maestre Fernández de Córdoba (m. Sevilla, 15 de diciembre de 1985).[8]

- XI. Vicente de Medina y Maestre,[9] casado con María Teresa Guelfo Macías.[8]

- XII. Vicente de Medina y Guelfo.[7]